# 千田まゆこ
千田 まゆこ（ちだ まゆこ、1974年11月27日 - ）は、秋田朝日放送 (AAB) の元アナウンサー、報道記者、ディレクター。

## 来歴
秋田県秋田市出身。秋田県立秋田高等学校、筑波大学芸術専門学群卒業。秋田朝日放送の『サタナビっ!』に出演していた鈴木奈々子は、千田が高校時代に所属していた放送部の後輩である。
大学を卒業後、1997年に秋田朝日放送に入社。入社時からアナウンサー兼報道記者として活動し、長年同局の夕方ワイド番組のキャスターを務めている。また、秋田の伝統食と旬の食材について特集したグルメ番組シリーズや、『テレメンタリー』放送用のVTRを自ら制作するなど、ディレクターとしても活動。
プライベートでは2児の母。在職中に2度の産休・育休を取得し、2度の職場復帰を果たしている。
2024年4月1日から別部署に異動。

## 担当していた主な番組
- スーパーJチャンネルあきた - メインキャスター
- チャンネルeiei
- 八波一起のTVイーハトーブ - リポーター（2000年10月[6] - 2003年9月[7]）、ディレクター
- 小学生クラス対抗30人31脚全国大会 - 秋田県代表リポーター
- スーパーJチャンネル トレタテ! - フィールドキャスター（2011年10月 - 2018年3月）、メインキャスター（2018年4月 - 2024年3月）
- テレメンタリー2015 - 「たった一人の新聞社〜活版印刷で半世紀〜」ディレクター[4]
- AABニュース&ウェザー